# Dan Barker
Dan Barker (Santa Mónica, 25 de junio de 1949) es un reconocido exevangelista y músico cristiano estadounidense que renunció a su religión y se declaró abiertamente ateo. En la actualidad es un militante a favor de la secularización de la sociedad norteamericana.

## Vida y desconversión
Barker nació en 1949 y ya a la edad de 15 años destacaba como predicador protestante. Obtuvo un título de religión en la Azusa Pacific University y la ordenación como ministro en 1975. Ejerció su ministerio en una iglesia y fue misionero en México dos años pero en 1984 anunció abiertamente su decisión de ser ateo. El expredicador argumentó que la lectura fue uno de los mayores motivos para convencerse de las equivocaciones del dogma religioso.

## Activismo secular
Desde su renuncia, Barker se ha convertido en un activo militante por la secularización de la sociedad estadounidense.
Fue director de la Freedom From Religion Foundation de 1987 a 2004 y es su actual copresidente desde entonces.
Barker es un prolífico escritor y entre sus obras destacan:
Quizás sí, quizás no: una guía para el joven escéptico (1990),
Perdiendo la fe en la fe: de predicador a ateo (1992) y
Quizás correcto, quizás errado: una guía para jóvenes pensadores (1992).
También es un pianista destacado.